# GeForce 20
GeForce RTX 20 – rodzina procesorów kart graficznych (GPU) stworzona przez firmę Nvidia. Seria została oficjalnie wprowadzona 20 września 2018, wraz z wypuszczeniem na rynek karty graficznej GeForce RTX 2080.
Seria ta oparta jest na mikroarchitekturze Turing.

## Informacje
Seria Nvidia Geforce RTX 20 jest znacznie zmodyfikowana w zakresie wydajności w ray tracingu i uczeniu maszynowym w porównaniu z poprzednią serią Geforce 10.
GeForce RTX 20 podobnie jak GeForce 10 obsługują DirectX 12, OpenGL 4.6, OpenCL 1.2 oraz Vulkan 1.1.
Dodatkowo karty Nvidia Geforce RTX 20 posiadają:
- obsługę CUDA w wersji 7.5
- rdzenie RT (wspomagające ray tracing)[3]
- rdzenie Tensor[4] (wspomagające uczenie maszynowe/sieci neuronowe)
- nowy kontroler pamięci z obsługą GDDR6
- DisplayPort 1.4a z DSC 1.2
- Dekoder PureVideo w wersji J
- mostek NvLink
- port VirtualLink VR
- jednostki przeznaczone do obliczeń Integer (INT), aby GPU mogło jednocześnie przeprowadzać obliczenia na liczbach zmiennoprzecinkowych i całkowitych[5]

## Produkty
| Model                  | Rok                  | Nazwa kodowa                 | Proces techn. (nm) | Liczba tranzystorów (mld) | Rozmiar (mm²) | Interfejs magistrali | Pamięć (GB) | Rdzenie CUDA | Jednostki mapowania textur | Jednostki rasteryzujace | Rdzenie RT | Rdzenie Tensor | SM | Częstotliwość taktowania | Częstotliwość taktowania | Częstotliwość taktowania | Szczytowy współczynnik wypełnienia (ang. fillrate) | Szczytowy współczynnik wypełnienia (ang. fillrate) | Pamięć             | Pamięć   | Pamięć                       | Moc obliczeniowa GFLOPs (FMA) | Moc obliczeniowa GFLOPs (FMA) | Moc obliczeniowa GFLOPs (FMA) | TDP (waty) |
| Model                  | Rok                  | Nazwa kodowa                 | Proces techn. (nm) | Liczba tranzystorów (mld) | Rozmiar (mm²) | Interfejs magistrali | Pamięć (GB) | Rdzenie CUDA | Jednostki mapowania textur | Jednostki rasteryzujace | Rdzenie RT | Rdzenie Tensor | SM | Podstawowa               | Turbo                    | Pamięć (MHz)             | Jednostki ROP(GP/s)                                | Jednostki teksturowania (GT/s)                     | Maks. pasmo (GB/s) | Typ DRAM | Szerokość szyny danych (bit) | Pojedynczej precyzji          | Podwójnej precyzji            | Połowicznej precyzji          | TDP (waty) |
| ---------------------- | -------------------- | ---------------------------- | ------------------ | ------------------------- | ------------- | -------------------- | ----------- | ------------ | -------------------------- | ----------------------- | ---------- | -------------- | -- | ------------------------ | ------------------------ | ------------------------ | -------------------------------------------------- | -------------------------------------------------- | ------------------ | -------- | ---------------------------- | ----------------------------- | ----------------------------- | ----------------------------- | ---------- |
| GeForce RTX 2060       | 15 stycznia 2019     | TU106-200A-KA-A1             | 12                 | 10,8                      | 445           | PCIe 3.0 x16         | 6           | 1920         | 120                        | 48                      | 30         | 240            | 30 | 1365                     | 1680                     | 14000                    | 65,52                                              | 163,8                                              | 336                | GDDR6    | 192                          | 5207                          | 164                           | 10483                         | 160        |
| GeForce RTX 2060 Super | 9 lipca 2019         | TU106-410-A1                 | 12                 | 10,8                      | 445           | PCIe 3.0 x16         | 8           | 2176         | 136                        | 64                      | 34         | 272            | 34 | 1470                     | 1650                     | 14000                    | 94,05                                              | 199,9                                              | 448                | GDDR6    | 256                          | 6123                          | 191                           | 12246                         | 175        |
| GeForce RTX 2070       | 17 października 2018 | TU106-400-A1 / TU106-400A-A1 | 12                 | 10,8                      | 445           | PCIe 3.0 x16         | 8           | 2304         | 144                        | 64                      | 36         | 288            | 36 | 1410                     | 1620                     | 14000                    | 90,24 (103,68)                                     | 203,4 (233,28)                                     | 448                | GDDR6    | 256                          | 6497                          | 203                           | 12994                         | 175        |
| GeForce RTX 2070 Super | 9 lipca 2019         | TU104-410-A1                 | 12                 | 13,6                      | 545           | PCIe 3.0 x16         | 8           | 2560         | 160                        | 64                      | 40         | 320            | 40 | 1605                     | 1770                     | 14000                    | 102,72                                             | 256,8                                              | 448                | GDDR6    | 256                          | 8218                          | 257                           | 16435                         | 215        |
| GeForce RTX 2080       | 20 września 2018     | TU104-400A-A1                | 12                 | 13,6                      | 545           | PCIe 3.0 x16         | 8           | 2944         | 184                        | 64                      | 46         | 368            | 46 | 1515                     | 1710                     | 14000                    | 96,26 (109,44)                                     | 278,76 (314,64)                                    | 448                | GDDR6    | 256                          | 8920                          | 278,8                         | 17840                         | 215        |
| GeForce RTX 2080 Super | 23 lipca 2019        | TU104-450-A1                 | 12                 | 13,6                      | 545           | PCIe 3.0 x16         | 8           | 3072         | 192                        | 64                      | 48         | 384            | 48 | 1650                     | 1815                     | 15500                    | 105,6                                              | 316,8                                              | 496                | GDDR6    | 256                          | 10138                         | 317                           | 20275                         | 250        |
| GeForce RTX 2080 Ti    | 27 września 2018     | TU102-300A-K1-A1             | 12                 | 18,6                      | 754           | PCIe 3.0 x16         | 11          | 4352         | 272                        | 88                      | 68         | 544            | 68 | 1350                     | 1545                     | 14000                    | 118,8 (135,96)                                     | 367,2 (420,24)                                     | 616                | GDDR6    | 352                          | 11750                         | 367,2                         | 23500                         | 250        |
| Nvidia Titan RTX       | 18 grudnia 2018      | TU102-400-A1                 | 12                 | 18,6                      | 754           | PCIe 3.0 x16         | 24          | 4608         | 288                        | 96                      | 72         | 576            | 72 | 1350                     | 1770                     | 14000                    | 129,6                                              | 388,8                                              | 672                | GDDR6    | 384                          | 12442                         | 389                           | 24884                         | 280        |